# 高正範
高 正範（コ・ジョンボム、朝鮮語: 고정범 ）は、朝鮮民主主義人民共和国の政治家。朝鮮労働党中央委員会委員候補、財政相。

## 経歴
2021年以前の経歴は不明。2021年1月5日から開催された朝鮮労働党第8次大会で朝鮮労働党中央委員会委員候補に選出され、1月17日に開催された最高人民会議第14期第4回会議で財政相に任命された。2022年2月6日から開催された最高人民会議第14期第6回会議では、前年の国家予算執行の決算と当年の国家予算に関する報告を行った。